# Nika Fleiss
Nika Fleiss (ur. 14 grudnia 1984 w Brežicach) – chorwacka narciarka alpejska, olimpijka, srebrna medalistka mistrzostw świata juniorów.

## Kariera
Po raz pierwszy na arenie międzynarodowej pojawiła się 22 listopada 1999 roku w Tignes, gdzie w zawodach FIS zajęła 32. miejsce w slalomie. W 2000 roku wystąpiła na mistrzostwach świata juniorów w Québecu, zajmując 16. miejsce w gigancie i 32. miejsce w supergigancie. Jeszcze czterokrotnie startowała na imprezach tego cyklu, między innymi zdobywając srebrny medal w slalomie podczas mistrzostw świata juniorów w Mariborze w 2004 roku.
W zawodach Pucharu Świata zadebiutowała 27 października 2001 roku w Sölden, gdzie nie zakwalifikowała się do pierwszego przejazdu giganta. Pierwsze punkty wywalczyła 23 listopada 2002 roku w Park City, zajmując 10. miejsce w slalomie. Nigdy nie stanęła na podium zawodów tego cyklu, najlepszy wynik osiągnęła 12 marca 2005 roku w Lenzerheide, gdzie rywalizację w slalomie ukończyła na szóstej pozycji. W sezonie 2004/2005 zajęła 39. miejsce w klasyfikacji generalnej oraz dziesiąte w klasyfikacji slalomu.
Podczas igrzysk olimpijskich w Salt Lake City w 2002 roku zajęła 12. miejsce w slalomie i 36. miejsce w gigancie. Na rozgrywanych cztery lata później igrzyskach w Turynie była między innymi 19. miejsce w gigancie. Brała także udział w igrzyskach olimpijskich w Vancouver w 2010 roku, gdzie nie ukończyła rywalizacji w gigancie, a w slalomie uplasowała się na 25. pozycji. Zajęła też między innymi ósme miejsce w slalomie na mistrzostwach świata w Sankt Moritz w 2003 roku.
Jej ojciec, Reno Fleiss, jest dyrektorem corocznych zawodów, rozgrywanych od 2005 r. w ramach Pucharu Świata w Zagrzebiu o trofeum ''Królowej Śniegu''.

## Osiągnięcia

### Igrzyska olimpijskie
| Miejsce | Dzień     | Rok  | Miejscowość    | Konkurencja | Czas biegu | Strata | Zwyciężczyni         |
| ------- | --------- | ---- | -------------- | ----------- | ---------- | ------ | -------------------- |
| 12.     | 20 lutego | 2002 | Salt Lake City | Slalom      | 1:46,10    | +5,17  | Janica Kostelić      |
| 36.     | 22 lutego | 2002 | Salt Lake City | Gigant      | 2:30,01    | +10,16 | Janica Kostelić      |
| DNS     | 18 lutego | 2006 | Turyn          | Kombinacja  | 2:51,08    | –      | Janica Kostelić      |
| 40.     | 20 lutego | 2006 | Turyn          | Supergigant | 1:32,47    | +4,18  | Michaela Dorfmeister |
| 23.     | 22 lutego | 2006 | Turyn          | Slalom      | 1:29,04    | +3,57  | Anja Pärson          |
| 19.     | 24 lutego | 2006 | Turyn          | Gigant      | 2:09,19    | +4,24  | Julia Mancuso        |
| DNS2    | 25 lutego | 2010 | Vancouver      | Gigant      | 2:27,11    | –      | Viktoria Rebensburg  |
| 25.     | 26 lutego | 2010 | Vancouver      | Slalom      | 1:42,89    | +4,70  | Maria Riesch         |

### Mistrzostwa świata
| Miejsce | Dzień     | Rok  | Miejscowość            | Konkurencja | Czas biegu | Strata | Zwycięzca       |
| ------- | --------- | ---- | ---------------------- | ----------- | ---------- | ------ | --------------- |
| 22.     | 7 lutego  | 2001 | Sankt Anton am Arlberg | Slalom      | 1:32,95    | +13,95 | Anja Pärson     |
| 26.     | 13 lutego | 2003 | Sankt Moritz           | Gigant      | 2:30,97    | +5,70  | Anja Pärson     |
| 8.      | 15 lutego | 2003 | Sankt Moritz           | Slalom      | 1:39,55    | +2,05  | Janica Kostelić |
| 29.     | 8 lutego  | 2005 | Santa Caterina         | Gigant      | 2:13,63    | +5,88  | Anja Pärson     |
| 10.     | 11 lutego | 2005 | Santa Caterina         | Slalom      | 1:47,98    | +2,01  | Janica Kostelić |
| 32.     | 12 lutego | 2009 | Val d’Isère            | Gigant      | 2:03,49    | –      | Kathrin Hölzl   |
| DNF1    | 14 lutego | 2009 | Val d’Isère            | Slalom      | 1:51,80    | –      | Maria Riesch    |

### Mistrzostwa świata juniorów
| Miejsce | Dzień     | Rok  | Miejscowość      | Konkurencja | Czas biegu | Strata | Zwyciężczyni/e                    |
| ------- | --------- | ---- | ---------------- | ----------- | ---------- | ------ | --------------------------------- |
| 23.     | 22 lutego | 2000 | Mont-Sainte-Anne | Supergigant | 1:18,79    | +2,74  | Kathrin Wilhelm                   |
| 16.     | 25 lutego | 2000 | Mont-Sainte-Anne | Gigant      | 1:55,08    | +3,89  | Anja Pärson                       |
| DNF2    | 26 lutego | 2000 | Mont-Sainte-Anne | Slalom      | 1:50,79    | –      | Anja Pärson                       |
| 26.     | 10 lutego | 2001 | Verbier          | Gigant      | 2:16,31    | +5,02  | Fränzi Aufdenblatten              |
| 11.     | 10 lutego | 2001 | Verbier          | Slalom      | 1:16,53    | +5,48  | Christine Sponring                |
| 8.      | 1 marca   | 2002 | Tarvisio         | Slalom      | 1:36,54    | +0,93  | Veronika Zuzulová                 |
| 12.     | 3 marca   | 2002 | Tarvisio         | Gigant      | 1:52,15    | +1,92  | Julia Mancuso                     |
| DNF2    | 7 marca   | 2003 | Briançonnais     | Slalom      | 1:38,53    | –      | Michaela Kirchgasser              |
| DNF2    | 8 marca   | 2003 | Briançonnais     | Gigant      | 2:05,70    | –      | Jessica Lindell-Vikarby           |
| 20.     | 12 lutego | 2004 | Maribor          | Supergigant | 1:26,79    | +2,19  | Nadia Fanchini Andrea Fischbacher |
| 33.     | 14 lutego | 2004 | Maribor          | Gigant      | 2:21,39    | +6,77  | Maria Riesch                      |
| 2.      | 15 lutego | 2004 | Maribor          | Slalom      | 1:40,73    | +0,09  | Kathrin Zettel                    |

### Puchar Świata

#### Miejsca w klasyfikacji generalnej
- sezon 2002/2003: 83.
- sezon 2003/2004: 58.
- sezon 2004/2005: 39.
- sezon 2005/2006: 45.
- sezon 2007/2008: 61.
- sezon 2008/2009: 66.
- sezon 2009/2010: 91.

#### Miejsca na podium
- Fleiss nigdy nie stanęła na podium zawodów PŚ.